# 岡本渚
岡本 渚（おかもと なぎさ、1986年4月25日 - ）は、日本のAV女優。
群馬県出身。身長：180cm。スリーサイズ：B90（Eカップ）・W63・H88。血液型：O型。趣味、特技：バレーボール

## 略歴
- 2007年1月5日 - 『180以上の女　なぎさ』でAVデビュー。

- 2007年5月17日 - 『現役バレーボール選手がAVデビュー』が話題になりマスコミに取り上げられる。

## 作品

### アダルトビデオ
2007年
- 180以上の女 なぎさ (1月5日、アキノリ)
- 180以上の女 なぎさの童貞狩り (3月8日、アキノリ)
- エロかっこいい女と極上ファック０２(5月15日、イマージュ)
- スポヒロ 4 Sports Heroine (5月15日、イマージュ)
- 180以上の女 なぎさの絶頂アクメ (5月17日、アキノリ)
- 現役バレーボール選手がAVデビュー! 岡本渚 (5月17日、V&Rプロダクツ)
- 180cm女と170cm女の乱交 なぎさ 立花里子 (7月13日、MOODYZ)
- ヌーディスト・ビーチバレー 身長170cm以上のアスリート4人が全裸ビーチファック! (7月19日、V&Rプロダクツ)
- 高身長女教師レイプ おかもとなぎさ (10月1日、MOODYZ)
- 現役バレーボール選手 岡本渚にドーピング！絶倫肉体改造プログラム (10月18日、ナチュラルハイ)
- 高身長女優VSチビッコ集団 (10月26日、メディアバンク)
- 長身肉バレー 格闘圧迫女子 岡本渚 (12月1日、ジャムズ)
- 長身超絶!!屈強フェラレディ (12月1日、ジャムズ)
- デカ尻顔面ライダース JMD-07(12-01、JAMS)
- 巨乳制服美少女学園 (12月25日、イエロー)

2008年
- 手コキでベロちゅ〜 (1月25日、イエロー)
- 官能小説朗読オナニー (2月19日、イエロー)
- 身長180cm あの高身長バレーボール選手 岡本渚のビーチバレー (6月19日、SODクリエイト)

総集編
- 極選グラマラスボディーズ　Vol.01　岡本渚 眞雪ゆん(2008年、3月15日、イマージュ)
- 巨乳制服学園BEST (2008年、6月19日、イエロー)

詳細不明
- スーパーヒロイン危機一髪 NO14(ギガ)
- 極上美肉娘陵唇記録(リアルエレメント)
- 代官山セレブ美脚肉奴(七色万華鏡)
- Girls Fight 033
- GAL MODELS 170cm OVER (イマージュ)
- ザーメン中毒 4時間Deluxe (VIP)

別名で出演
- 美脚妻の交尾 其の五　岡本美津子 (2007年7月3日、KIプランニング)